# Aecidium senecionis
Aecidium senecionis är en svampart som beskrevs av Desm. 1836. Aecidium senecionis ingår i släktet Aecidium, ordningen Pucciniales, klassen Pucciniomycetes, divisionen basidiesvampar och riket svampar.   Inga underarter finns listade i Catalogue of Life.